# ねばねばTV
| ねばねばTV（ねばテレ） YouTube | ねばねばTV（ねばテレ） YouTube    |
| ------------------------------ | --------------------------------- |
|                                |                                   |
| ジャンル                       | 子ども向け教育番組/バラエティ番組 |
| 活動期間                       | 2015年12月1日～                   |
| 配信頻度                       | 毎日                              |
| 視聴料                         | 無料配信                          |
| 登録者数                       | 4万1000人                         |
| 総視聴回数                     | 3400万回                          |
| 出演者                         | ねば～る君 納豆お兄さん その他    |

ねばねばTV（ネバネバティービー、Nebaneba TV、通称ねばテレ・ねばてれ）は、ゆるキャラのねば～る君が子どもたちの為に、完全無料の楽しく学べる番組を作りたい！お父さんやお母さんが安心して一緒に楽しめる番組を作りたい！そんなねば～る君の思いから作られたYouTubeチャンネルである。
なめがたエリアテレビでは、「情報発信日本一のまちづくり」を目指して子どもたちの楽しめるコンテンツを増やすためにも　納豆の妖精ねば～る君となかよし契約を調印をかわし、4月1日より放送が始まる。

## 内容[4]
ねば～る君の絵本読み聞かせ
ねば～る君先生の工作教室
でも作れる身近な素材を使った工作を紹介したり、人気キャラの絵描き歌を紹介
アニメ「てくてくねば～る君」
土日に更新されるオリジナルアニメ。勉強になるマメ知識なども。怪談シリーズは大人も怖いと特に人気がある
納豆料理レシピ紹介
納豆嫌いを克服するレシピの紹介、納豆を使った簡単アレンジレシピを紹介
イベントの様子
幼稚園・保育園・小学校への訪問や、各地でのイベントの様子を紹介している。
踊ってみた
ねば～る君のオリジナルソング『ねば～ぎぶあっぷ』を様々な人と踊る様子や、話題の人物ピコ太郎のPPAPやブルゾンちえみのネタを納豆バージョンで歌ったりする
キャラクターお友だち紹介
お友達キャラクターからのお手紙紹介や、お友達キャラクターの紹介動画など
のびーるニュース
がっちゃんとねば～る君
子どもたちのカリスマユーチューバ―がっちゃんとおもちゃや屋外で遊んだり、ダンスを踊る